# Theta Andromedae
Theta Andromedae (Theta And, θ Andromedae, θ And), som är stjärnans Bayerbeteckning, är en dubbelstjärna i mitten av stjärnbilden Andromeda. Den har en genomsnittlig skenbar magnitud på omkring +4,6  och är synlig för blotta ögat från områden utanför stadsregioner och utan ljusföroreningar. Baserat på parallaxmätningar befinner den sig på ett avstånd av ca 310 ljusår (95 parsek) från solen.

## Egenskaper
Theta Andromedae är en vit dvärgstjärna i huvudserien av spektraltyp A. Den ser ut vara en dubbelstjärna med en massiv, omkretsande förjeslagare, möjligen av typ A, på ett avstånd av cirka 1 astronomisk enhet. En ljussvagare följeslagare är separerad från Theta Andromedae med 0,06 bågsekunder.